# Лопариха
Лопариха (Лопыриха) — река в Костромской области России, протекает по Макарьевскому району. Устье реки находится в 96 км от устья Унжи по правому берегу, на высоте 93 м над уровнем моря. Длина реки составляет 10 км.
Притоки (от истока): Ведовка, Быковка, Чернуха.
Река пересекает автодорогу Р243 в деревне Бакшеево.

## Данные водного реестра
По данным государственного водного реестра России относится к Верхневолжскому бассейновому округу, водохозяйственный участок реки — Унжа от истока и до устья, речной подбассейн реки — Бассей притоков Волги ниже Рыбинского водохранилища до впадения Оки. Речной бассейн реки — (Верхняя) Волга до Куйбышевского водохранилища (без бассейна Оки).
Код объекта в государственном водном реестре — 08010300312110000016034.